# Стрессор
Стре́ссор (от англ. stress — давление, нагрузка, напряжение) — психологический термин, внешний, экстремальный фактор среды, вызывающий стресс.
Изначально термин введён Г. Селье в рамках теории общего адаптационного синдрома для обозначения сильного неблагоприятного, отрицательно влияющего на организм воздействия. Получил широкое распространение и используется во многих областях психологического знания. Имеет особое значение для психологии труда и организационной психологии, поскольку позволяет производить оценку трудовой деятельности, рабочей среды и других аспектов.
В современной литературе термин «стрессор» понимается как экстремальное воздействие среды. Иными словами, это воздействие, ставящее перед субъектом определенные требования, которые объективно или субъективно не соответствуют актуальным возможностям субъекта.
Выступает критерием оценки условий деятельности. 
Понятию «стрессор» синонимичны понятия «стресс-фактор» и «экстремальный фактор». 

## Стрессоры как факторы среды
Факторы среды – это определённые условия, сопровождающие ту или иную деятельность и обуславливающие изменения актуальных функциональных состояний субъекта деятельности посредством воздействия на различных уровнях организации: физиологическом, психофизиологическом, психологическом и социально-психологическом.
Среди факторов среды выделяют внутренние (субъективные) и внешние (объективные) факторы. Субъективные – это факторы, обусловленные индивидуально-личностными особенностями субъекта, например, субъективная оценка ситуации, знания и умения. Объективные – это факторы, не зависящие от субъекта, например, климат, объективная оценка ситуации.
Внешние, объективные факторы, в свою очередь, делятся на экстремальные и нормальные, в зависимости от индивидуального отношения субъекта к фактору. Иными словами, одни и те же факторы могут выступать и экстремальными, и нормальными для разных людей – это зависит от индивидуальных возможностей субъекта (адаптивные способности, опыт, знания, умения, навыки, индивидуально-личностные особенности и пр.).
Более того, экстремальность фактора является субъективной характеристикой, поскольку напрямую зависит от осознания субъектом воздействия (возможно, что субъект о нём не осведомлён, например, воздействие радиации) и субъективной репрезентации фактора (возможно, что субъект не считает фактор превосходящим свои возможности). 

## Классификация стрессоров
Наиболее общие виды стрессоров:
- Внешние, обусловленные строго средой
- Внутренние, обусловленные характером деятельности

По характеру воздействия:
- Психологические, воздействующие на психику субъекта (информационные перегрузки, потенциальная опасность и др.)
- Физиологические, воздействующие на физиологические системы субъекта (чрезмерная физическая нагрузка, неоптимальная температура, болевые стимулы, затруднение дыхания и др.)

При длительном воздействии психологического или физиологического фактора будут начинать происходить изменения уже на психофизиологическом уровне.
Физиологические стрессоры можно разделить на следующие группы факторов:
- Биологические
- Химические
- Физические

Психологические стрессоры можно разделить на следующие группы факторов:
- Информационные
- Социальные
- Семантические

Также существуют многочисленные более подробные классификации групп стрессоров, сводимые в целом к следующей:
- Опасность для жизни и здоровья
- Высокая индивидуальная ответственность
- Сложность задач
- Необходимость приложения чрезмерных усилий
- Угроза потенциального осложнения ситуации
- Совмещение нескольких различных по целям действий
- Однообразность и монотонность
- Дефицит времени
- Изолированность
- Информационная избыточность и недостаточность
- Прямые средовые воздействия
- Новизна и быстрые изменения в деятельности
- Субъективное отсутствие контроля
- Социальные конфликты

## Условия деятельности
В зависимости от количества воздействующих стрессоров, длительности, интенсивности и частоты их воздействия выделяют следующие условия деятельности:
1. Оптимальные условия – воздействие экстремальных факторов отсутствует вовсе или компенсируется адаптационными возможностями субъекта.
2. Особые условия – воздействие экстремальных факторов кратковременно, усилия для адаптации хоть и прилагаются сверх обычных компенсаторных механизмов, но не очень значительны, мало расходуют ресурсы организма.
3. Экстремальные условия – воздействие экстремальных факторов постоянно и происходит максимально возможная мобилизация ресурсов организма, но всё ещё в рамках нормы, поэтому не приводит к моментальным патологическим изменениям.
4. Сверхэкстремальные условия – воздействие экстремальных факторов постоянно, крайне интенсивно, мобилизация ресурсов организма выходит за рамки нормы и приводит к развитию патологических изменений, вплоть до летального исхода.

## Ответная реакция на воздействие стрессоров
Ответ организма и психики определяется адаптационными возможностями и готовностью субъекта к столкновению с фактором. Иными словами, возможности субъекта либо соответствуют требованиям, предъявляемым фактором, либо не соответствуют.
В случае несоответствия происходит развитие функционального состояния динамического рассогласования, как неадекватного ответа на стрессор. Неадекватные ответы или реакции тревоги мало специфичны факторам их вызывающим и направлены на приоритетное поддержание функционирования организма в рамках нормы, при этом снижается сознательный контроль над поведенческими актами, в частности за счет преобладания эмоций. В результате уменьшается значимость сохранения структуры и целей текущей деятельности. Как правило, развиваются в следствие малой степени готовности субъекта деятельности или при истощении адаптационных ресурсов.
В случае соответствия происходит развитие функционального состояния адекватной мобилизации, как адекватного ответа на стрессор. Адекватные ответы строго специфичны факторам и направлены на их устранение или минимизацию воздействия, отличаются от реакций тревоги с поведенческой стороны осознанностью и аналитическим подходом к оценке условий. Являются результатом высокой степени готовности или больших адаптивных возможностей.
Функциональные состояния динамического рассогласования чаще всего представлены стрессом.
Важно подчеркнуть, что в ходе деятельности актуальные возможности и предъявляемые требования могут меняться, как субъективно, так и объективно, и, в соответствии с их изменениями, могут меняться экстремальность факторов и ответы на них.